# Generalni providur Dalmacije
Generalni providur Dalmacije i Albanije (tal. Provveditore Generale di Dalmazia ed Albania) bio je vrhovni predstavnik mletačke vlasti u Mletačkoj Dalmaciji, sa sjedištem u guvernerskoj palači u Zadru, tada glavnom gradu pokrajine. Funkcija generalnog providura za Dalmaciju prvi puta je uvedena 1597. godine, a bila je aktivna sve do pada Mletačke Republike 1797. godine. Generalnog providura imenovalo je izravno mletačko Veliko vijeće, u prvom razdoblju na dvije godine, a od kraja 17. stoljeća na tri godine. 

## Ime
Termin Dalmacija u imenu obuhvaća teritorij mletačkih posjeda na teritoriju sjeverne i srednje Dalmacije. Albanija označava Boku Kotorsku i okolne prostore pod mletačkom upravom. Istra i Kvarner nisu uključeni u ovu providursku upravu. Nad njima je upravljao posebni providur inkvizitor (tal. Provveditor ed Inquisitor dell’Istria).

## Ovlasti
Generalni providur vršio je vrhovnu vlast u Dalmaciji, u svojoj poziciji objedinjavao je civilnu, sudsku i vojnu upravu. Od brojnih zaduženja važnija su: korespondencija s mletačkom vladom, korespondencija s potčinjenim mu providurima u drugim mletačkim gradovima, korespondencija i održavanje diplomatskih odnosa sa susjednim državama, ponajprije s Osmanskim Carstvom, i to prvenstveno s bosanskim pašom u Sarajevu, ali i s Dubrovnikom. Imao je pravo donositi zakonske odredbe (tzv. terminacije) koje su imale zakonsku snagu te se nisu mogli ukidati, pa tako generalni providuri nisu mogli ukidati starije terminacije. Također je imao vrhovnu sudsku funkciju, iako su na njegove odluke mogle biti uložene žalbe mletačkim savjetima.
Njegove vojne ovlasti uključivale su vrhovno zapovjedništvo nad mletačkom vojskom u pokrajini, što je posebno bilo važno za vrijeme ratnih godina, bio je odgovoran za organiziranje vojnih postrojbi, odnosno za njihove plaće, oružje i održavanje utvrda i ostalih vojnih objekata. Osobno je imenovao ili potvrđivao ministre koje su imenovali knezovi, kapetani ili neki drugi komunalni organi.
Kao predstavnik civilne vlasti brinuo se za ekonomski razvoj pokrajine, kako za ubiranje poreza i carina, tako za organiziranje i unaprijeđivanje trgovine s Osmanskim Carstvom, prvenstveno s osmanskom Bosnom, koja je uvelike ovisila o dalmatinskim lukama da bi se opskrbila žitom. Osim toga, providuri su bili zaduženi za organiziranje javnih radova, stvaranja katastara, podijele osvojene zemlje stanovništvu, očuvanju mira na granici, itd.

## Popis generalnih providura Dalmacije*
| - Giustin Antonio Belegno (1617. – 1622.) - Francesco Molin (1623. – 1625.) - Fernando Venier (1625. – 1626.) - Antonio Pisani (1626. – 1628.) - Alvise Zorzi (1628. – 1630.) - Antonio Civran (1630. – 1632.) - Francesco Zen (1633. – 1635.) - Alvise Mocenigo (1636. – 1638.) - Alvise Priuli (1639. – 1641.) - Giambattista Grimani (1641. – 1643.) - Andrea Vendramin (1643. – 1645.) - Leonardo Foscolo (1645. – 1650.) - Girolamo Foscarini (1650. – 1652.) - Lorenzo Dolfin (1652. – 1654.) - Giovanni Antonio Zen (1655. – 1656.) - Antonio Bernardo (1656. – 1660.) - Andrea Corner (1660. – 1662.) - Girolamo Contarini (1662. – 1664.) - Catarino Corner (1665. – 1667.) - Antonio Priuli (1667. – 1669.) - Antonio Barbaro (1669. – 1671.) - Zorzi Morosini (1671. – 1673.) | - Pietro Civran (1673. – 1675.) - Marino Zorzi (1675.) - Girolamo Grimani (1675. – 1677.) - Pietro Valier (1678. – 1680.) - Girolamo Cornaro (1680. – 1682.) - Lorenzo Dona (1682. – 1684.) - Domenico Mocenigo (1684.) - Pietro Valier (1684. – 1686.) - Girolamo Cornaro (1686. – 1689.) - Alessandro Molin (1689. – 1692.) - Daniel Dolfin (1692. – 1696.) - Alvise Mocenigo (1696. – 1702.) - Marin Zane (1702. – 1705.) - Giustin da Riva (1705. – 1708.) - Vincenzo Vendramin (1708. – 1711.) - Carlo Pisani (1711. – 1714.) - Angelo Emo (1714. – 1717.) - Alvise Mocenigo (1717. – 1720.) - Marcantonio Diedo (1721. – 1723.) - Nicolo Erizzo (1723. – 1726.) - Pietro Vendramin (1726. – 1729.) - Sebastiano Vendramin (1729. – 1732.) | - Zorzi Grimani (1732. – 1735.) - Daniel Dolfin (1735. – 1738.) - Marin Antonio Cavalli (1738. – 1741.) - Girolamo Querini (1741. – 1744.) - Giacomo Boldu (1744. – 1747.) - Girolamo Maria Balbi (1751. – 1753.) - Francesco Grimani (1754. – 1756.) - Alvise Contarini (1757. – 1759.) - Francesco Diedo q. Girolamo (1760. – 1762.) - Pietro Michiel (1762. – 1765.) - Antonio Venier (1765. – 1768.) - Domenico Condulmer (1769. – 1771.) - Giacomo da Riva (1771. – 1774.) - Giacomo Grandenigo (1774. – 1777.) - Alvise Foscari (1778. – 1780.) - Paolo Boldu (1780. – 1783.) - Francesco Valier (1784. – 1786.) - Angelo Memo (1787. – 1789.) - Angelo Diedo (1790. – 1792.) - Alvise Marin (1793. – 1795.) - Andrea Querini (1795. – 1797.) |

*Napomena: radi slabe obrađenosti u hrvatskoj, ali i talijanskoj historiografiji, moguće su manje pogreške (+/-1 godina) pri definiranju stvarnog trajanja službe pojedinog generalnog providura.